# 85
El año 85 (LXXXV) fue un año común comenzado en sábado del calendario juliano, en vigor en aquella fecha.
En el Imperio romano, era conocido como el Año del consulado de Augusto y Tito Aurelio Fulvo (o menos frecuentemente, año 838 Ab urbe condita). La denominación 85 para este año ha sido usado desde principios del período medieval, cuando el Anno Domini se convirtió en el método prevalente en Europa para nombrar a los años.

## Acontecimientos

### Por lugar

#### Imperio romano
- Los dacios comandados por Decébalo se implican en dos guerras contra los romanos desde este año hasta el 88 u 89.
- El emperador Domiciano rechaza una invasión dacia de Mesia.
- Domiciano se nombra a sí mismo censor vitalicio, lo que le da el derecho a controlar al Senado. Sus tendencias totalitarias hacen que la aristocracia senatorial se oponga firmemente a él.
- Domiciano ejerce el consulado por undécima vez, junto a Fulvo, quien lo hace por segunda.

#### Asia
- Baekje invade las afueras de Silla en la península de Corea. La guerra sigue hasta el tratado de paz del año 105.

## Nacimientos
- Marción de Sinope, religioso griego (fecha probable).